# Петровский, Константин Александрович
Константин Александрович Петровский (26 апреля 1906, Киев—30 апреля 2003, Санкт-Петербург) — воздушный гимнаст, акробат

, танцор-степист, певец, исполнитель куплетов, конферансье. Заслуженный артист РСФСР (1991).

## Творчество
Творческая жизнь началась в 1914 году в киевском цирке. Был в ученье у японского артиста Мацаура Исияма, под руководством которого подготовил номер «Швунг-трапе». В 1915—1916 стал учеником и партнёром популярного клоуна П. А. Брыкина. В 1917 создал совместно с В. Значковым эксцентрико-акробатический номер, принесший молодым артистам известность. Выступали под псевдонимом Тик-Так.
Параллельно Петровский участвовал в номерах: «Китайский стол», «Перш», «Полет с батутом». В 1933 в Ленинграде создал «Циркоджаз», которым руководил и где выступал в различных жанрах — танцевал степ, исполнял акробатические прыжки, балансировал на лбу перш с партнёром, играл на различных музыкальных инструментах, пел куплеты, конферировал (с 1939 «Циркоджаз» перепрофилирован в «Теаджаз»).
В 1942—1944 — артист Ленинградского областного театра оперетты в амплуа комик-простак.
В последующие годы продолжал выступать на эстраде главным образом в качестве куплетиста и конферансье. Петровский имел много учеников, среди них: акробаты — В. Кожевников, Ф. Калимулин, Ю. Соколов, эквилибрист-жонглер О. Иванов, вентролог Г. Рахман-Задворнова, степист Е. Жерве, каучук В. Медрано, иллюзионистка Т. Кондратьева, жонглер В. Цветков и др.
Похоронен на новом кладбище пос. Мурино Всеволожского района Ленинградской области.